# Record d'Europe de natation messieurs du 100 mètres papillon
Progression du record d'Europe de natation sportive messieurs pour l'épreuve du 100 mètres papillon en bassin de 50 et 25 mètres.

## Bassin de 50 mètres
| Temps   | Athlète            | Naissance | Âge | Nationalité | Compétition                | Lieu        | Date            |
| ------- | ------------------ | --------- | --- | ----------- | -------------------------- | ----------- | --------------- |
| 51 s 36 | Andriy Serdinov    | 1982      | 22  | Ukraine     | Jeux olympiques            | Athènes     | 20 août 2004    |
| 50 s 76 | Milorad Čavić      | 1984      | 24  | Serbie      | Jeux olympiques (s)        | Pékin       | 14 août 2008    |
| 50 s 59 | Milorad Čavić      | 1984      | 24  | Serbie      | Jeux olympiques (f)        | Pékin       | 16 août 2008    |
| 50 s 58 | Rafael Muñoz Perez | 1988      | 21  | Espagne     | Championnats d'Espagne (f) | Malaga      | 4 avril 2009    |
| 50 s 46 | Rafael Muñoz Perez | 1988      | 21  |             | Championnats de France (f) | Montpellier | 25 avril 2009   |
| 50 s 01 | Milorad Čavić      | 1984      | 25  | Serbie      | Championnats du monde (d)  | Rome        | 31 juillet 2009 |
| 49 s 95 | Milorad Čavić      | 1984      | 25  | Serbie      | Championnats du monde (f)  | Rome        | 1er août 2009   |
| 49 s 68 | Kristóf Milák      | 2000      | 21  | Hongrie     | Jeux olympiques (f)        | Tokyo       | 31 juillet 2021 |
| 49 s 62 | Maxime Grousset    | 1999      | 26  | France      | Championnats du monde (f)  | Singapour   | 2 août 2025     |

## Bassin de 25 mètres
| Temps   | Athlète            | Naissance | Âge | Nationalité          | Compétition               | Lieu            | Date             |
| ------- | ------------------ | --------- | --- | -------------------- | ------------------------- | --------------- | ---------------- |
| 52 s 51 | Michael Gross      | 1964      | 26  | Allemagne de l'Ouest |                           | Aix-la-Chapelle | 10 mars 1990     |
| 52 s 51 | Denys Sylantyev    | 1976      | 20  | Ukraine              |                           | Espoo           | 23 janvier 1997  |
| 52 s 34 | James Hickman      | 1976      | 20  | Royaume-Uni          |                           | Glasgow         | 29 janvier 1997  |
| 52 s 26 | Konstantin Ushkov  |           |     | Russie               |                           | Gelsenkirchen   | 2 février 1997   |
| 51 s 93 | Denis Pankratov    | 1974      | 23  | Russie               | Coupe du monde            | Imperia         | 5 février 1997   |
| 51 s 78 | Denis Pankratov    | 1974      | 23  | Russie               | Coupe du monde            | Paris           | 9 février 1997   |
| 51 s 40 | James Hickman      | 1976      | 22  | Royaume-Uni          | Coupe du monde            | Sydney          | 22 janvier 1998  |
| 51 s 02 | James Hickman      | 1976      | 22  | Royaume-Uni          | Championnats d'Europe     | Sheffield       | 13 décembre 1998 |
| 50 s 59 | Lars Frölander     | 1974      | 26  | Suède                | Championnats du monde     | Athènes         | 16 mars 2000     |
| 50 s 44 | Lars Frölander     | 1974      | 26  | Suède                | Championnats du monde     | Athènes         | 17 mars 2000     |
| 50 s 26 | Thomas Rupprath    | 1977      | 24  | Allemagne            | Championnats d'Europe     | Anvers          | 14 décembre 2001 |
| 50 s 10 | Thomas Rupprath    | 1977      | 25  | Allemagne            | Coupe du monde            | Berlin          | 27 janvier 2002  |
| 50 s 02 | Milorad Čavić      | 1984      | 19  | Serbie-et-Monténégro | Championnats d'Europe     | Dublin          | 12 décembre 2003 |
| 49 s 74 | Evgeny Korotyshkin | 1983      | 25  | Russie               | Coupe du monde            | Berlin          | 16 novembre 2008 |
| 49 s 19 | Milorad Čavić      | 1984      | 24  | Serbie               | Championnats d'Europe (f) | Rijeka          | 12 décembre 2008 |
| 48 s 99 | Evgeny Korotyshkin | 1983      | 26  | Russie               | Coupe du monde (f)        | Moscou          | 7 novembre 2009  |
| 48 s 48 | Evgeny Korotyshkin | 1983      | 26  | Russie               | Coupe du monde (f)        | Berlin          | 15 novembre 2009 |
| 48 s 47 | Noè Ponti          | 2001      | 22  | Suisse               | Championnats d'Europe (f) | Otopeni         | 6 décembre 2023  |